# Lijst van vulkanen in Colombia

Kaart van Colombia met de belangrijkste vulkanen.

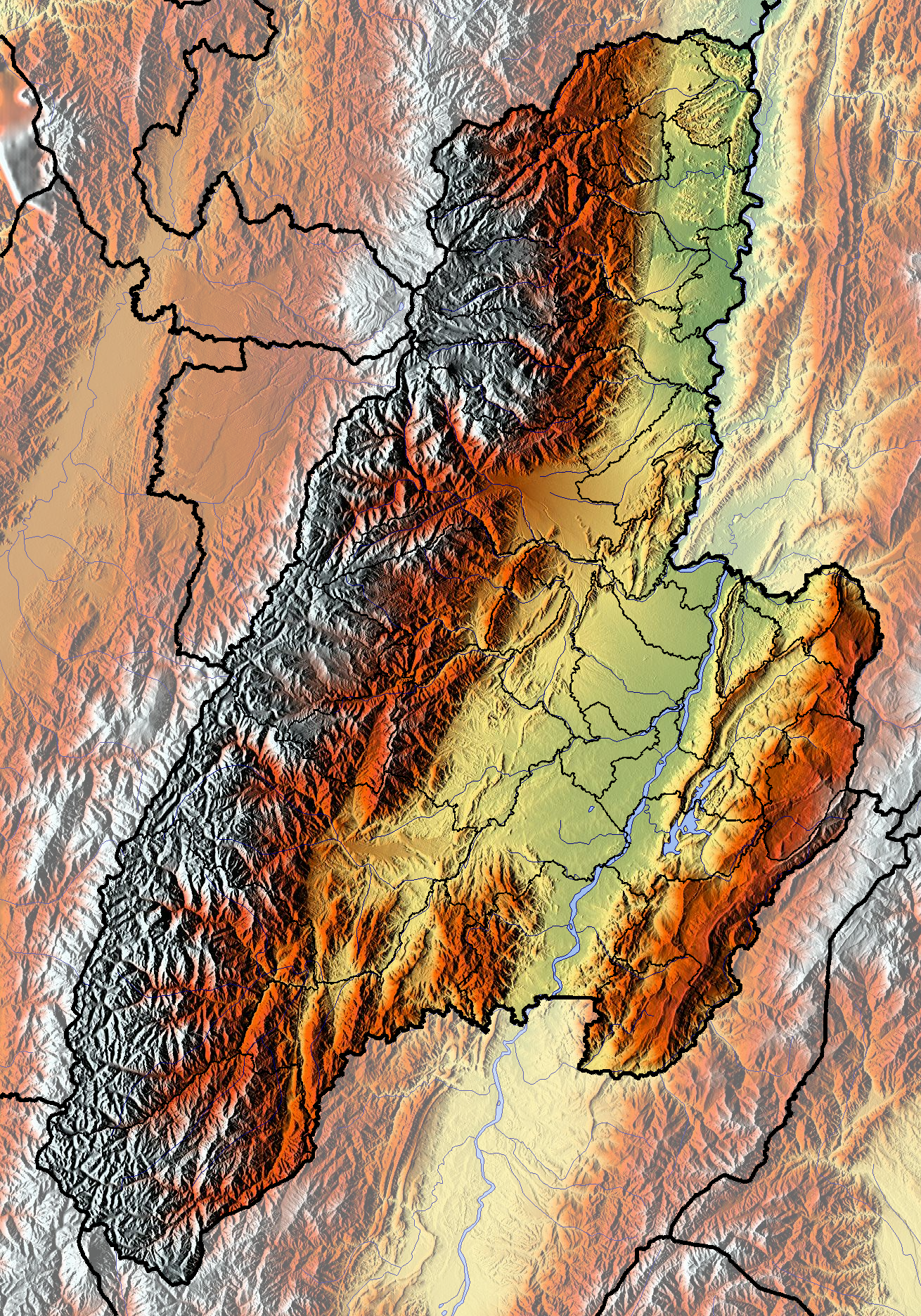
Topografische kaart van departement Tolima

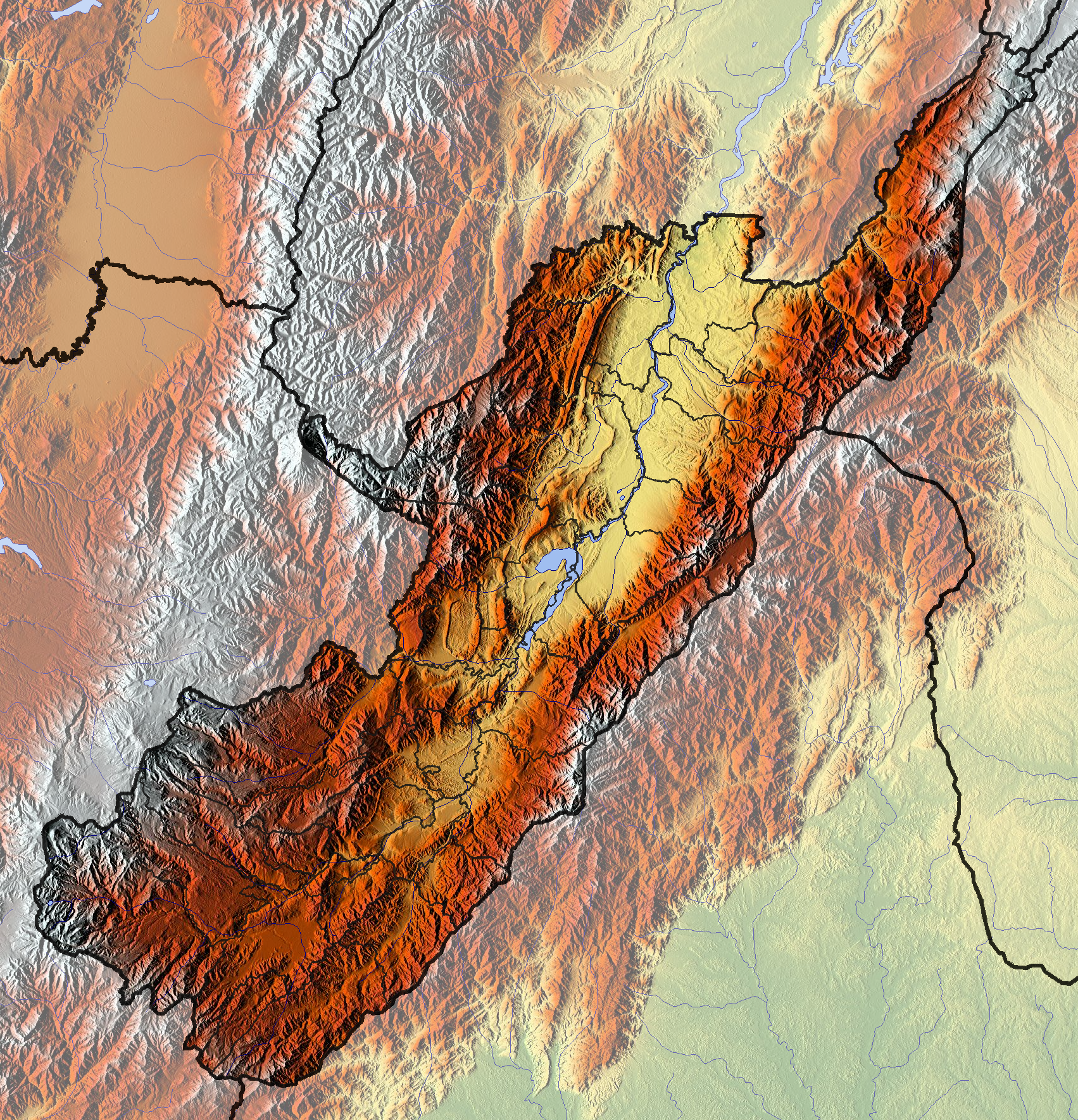
Topografische kaart van departement Huila

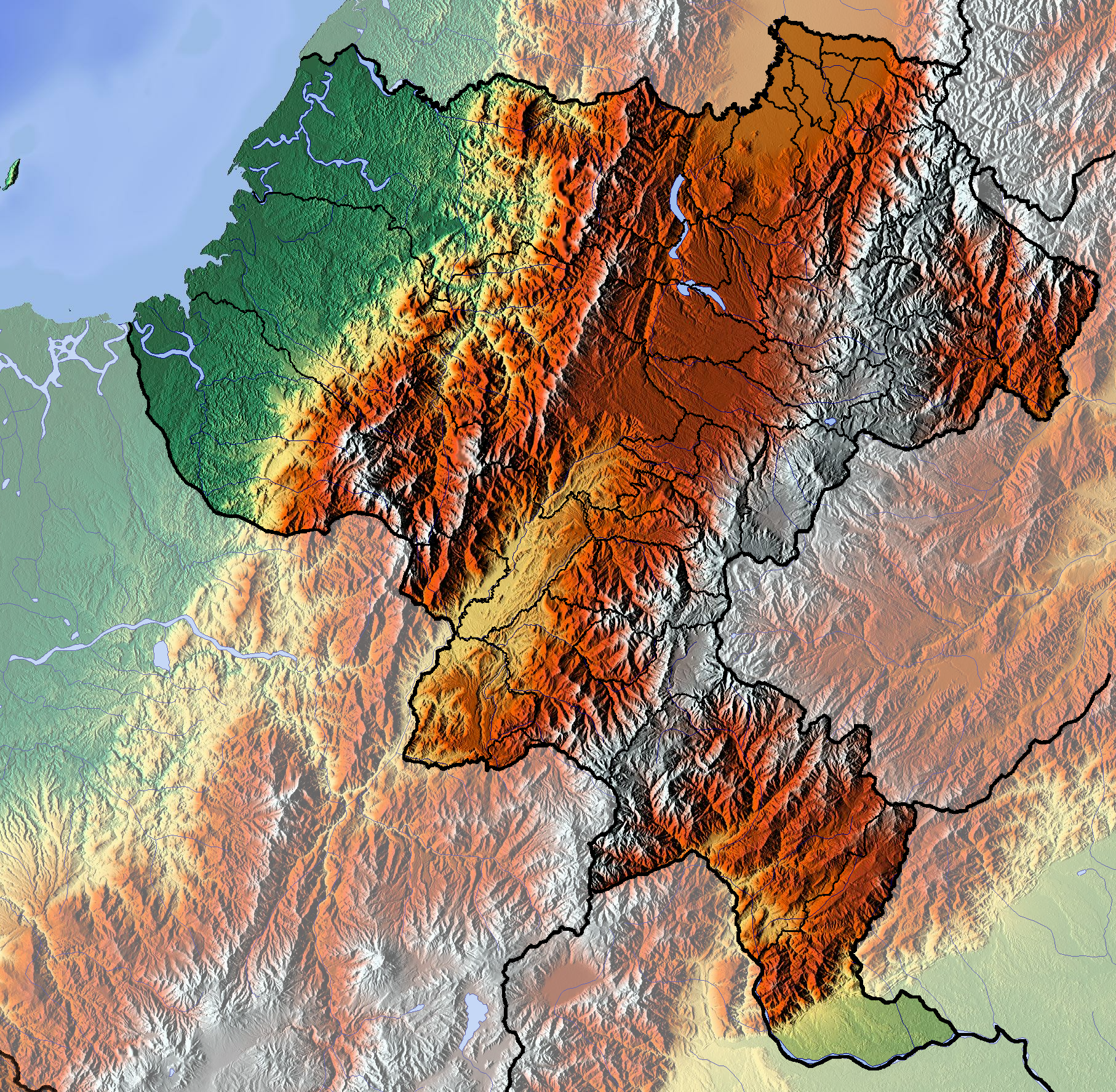
Topografische kaart van departement Cauca

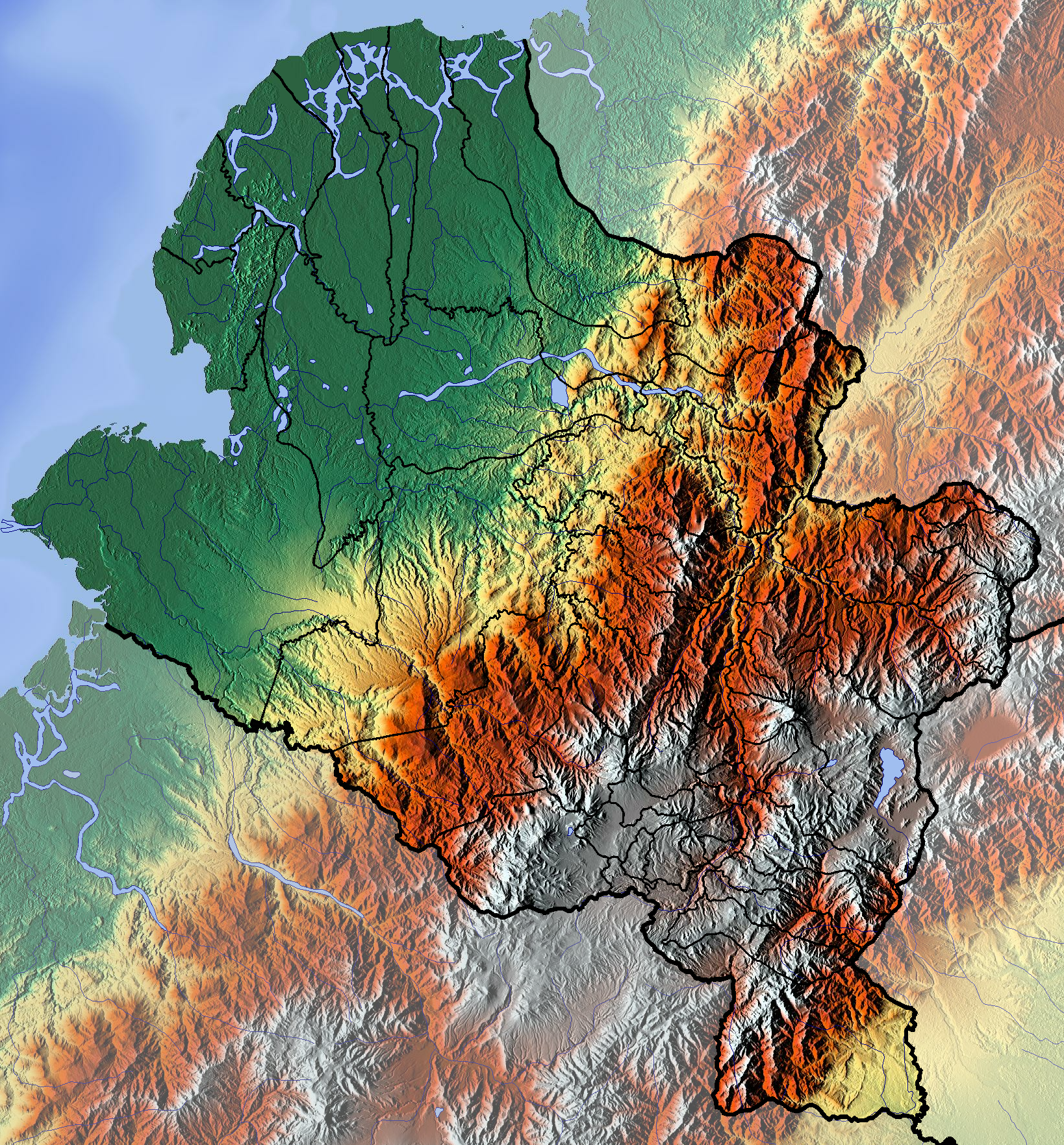
Topografische kaart van departement Nariño

Deze lijst bevat de vulkanen van Colombia.
Colombia is een geologisch actief land, deel uitmakend van de Nazca-, Caribische en Zuid-Amerikaanse plaat. De subductie van de Nazcaplaat onder de Zuid-Amerikaanse plaat veroorzaakt vulkanisme in de bergketens Cordillera Occidental en Cordillera Central, beide onderdeel van het Andesgebergte.

## Lijst van vulkanen in Colombia
| Foto    | Naam                   | Hoogte (m) | Ligging                     | Gebergte              | Laatst actief      |
| ------- | ---------------------- | ---------- | --------------------------- | --------------------- | ------------------ |
|         | Azufral                | 4070       | Nariño                      | Cordillera Occidental | ca. 930 v.Chr.     |
| gewenst | Bordoncillo            | 2000       | Nariño                      | Cordillera Occidental | onbekend           |
|         | Cerro Bravo            | 4000+      | Tolima                      | Cordillera Central    | 1720 ± 150         |
| gewenst | Cerro Machín           | 2750       | Tolima                      | Cordillera Central    | 2012               |
|         | Chiles                 | 4718       | Nariño - Carchi             | Cordillera Occidental | 1926               |
|         | Cumbal                 | 4764       | Nariño                      | Cordillera Occidental | 2013               |
|         | Doña Juana             | 4500       | Nariño en Cauca             | Cordillera Central    | 1906               |
|         | Nevado de Santa Isabel | 4965       | Caldas, Risaralda en Tolima | Cordillera Central    | ca. 850 v.Chr.     |
|         | Nevado del Ruiz        | 5321       | Caldas en Tolima            | Cordillera Central    | 1991               |
| gewenst | Nevado del Quindío     | 4760       | Quindío, Caldas en Tolima   | Cordillera Central    | onbekend           |
|         | Nevado del Tolima      | 5216       | Tolima                      | Cordillera Central    | 1943               |
| gewenst | Nevado el Cisne        | 4800       | Caldas en Tolima            | Cordillera Central    | onbekend           |
|         | Galeras                | 4276       | Nariño                      | Cordillera Central    | 2010               |
|         | Nevado del Huila       | 5750       | Huila, Cauca en Tolima      | Cordillera Central    | 2013               |
| gewenst | Pan de Azúcar          | 4670       | Huila en Cauca              | Cordillera Central    | 1977               |
| gewenst | Patascoy               | 3500       | Nariño en Putumayo          | Cordillera Central    | onbekend           |
| gewenst | Petacas                | 3100       | Nariño en Cauca             | Cordillera Central    | onbekend           |
|         | Puracé                 | 4646       | Huila en Cauca              | Cordillera Central    | 1977               |
| gewenst | Romeral                | 3858       | Huila en Cauca              | Cordillera Central    | 5950 v. Chr. ± 500 |
|         | Sotará                 | 4400       | Cauca                       | Cordillera Central    | 2013               |